# Manoir de la Noë Verte
Le manoir de la Noë Verte est situé à Lanloup en France.

## Localisation
Le manoir est situé sur la commune de Lanloup dans le département des Côtes-d'Armor, dans la région Bretagne

## Description
Le manoir date du XVe siècle. Une allée d'arbres terminée le long de la route par un mur, conduit au portail traditionnel breton à deux portes. Celui-ci donne accès à la cour précédant le manoir, bordée d'un côté par les communs. Il a subi de nombreuses modifications. La construction primitive est limitée par deux tourelles. Toute la partie droite est ajoutée au XVIe siècle. L'une des pièces conserve des boiseries du XVIIIe siècle. L'escalier de la façade postérieure présente la particularité de n'avoir pas d'accès de l'extérieur ni du rez-de-chaussée, mais seulement de l'étage, et aboutit au sous-sol. Il devait conduire à un souterrain permettant de sortir loin du manoir. Le mur d'enceinte possédait, à l'angle, une échauguette. À l'extérieur de l'enceinte se trouve le colombier.

## Historique
Le manoir est inscrit au titre des monuments historiques par arrêté du 6 juillet 2009.

## Protection
Éléments protégés : le manoir, à savoir les façades et toitures du logis et des communs et l'ensemble des dispositions délimitant la cour d'honneur, à l'exception cependant de l'extension moderne donnant sur la pièce d'eau ; l'assiette de la cour d'honneur ; l'enceinte extérieure en totalité ; le colombier en totalité ; le routoir à lin.

## Galerie

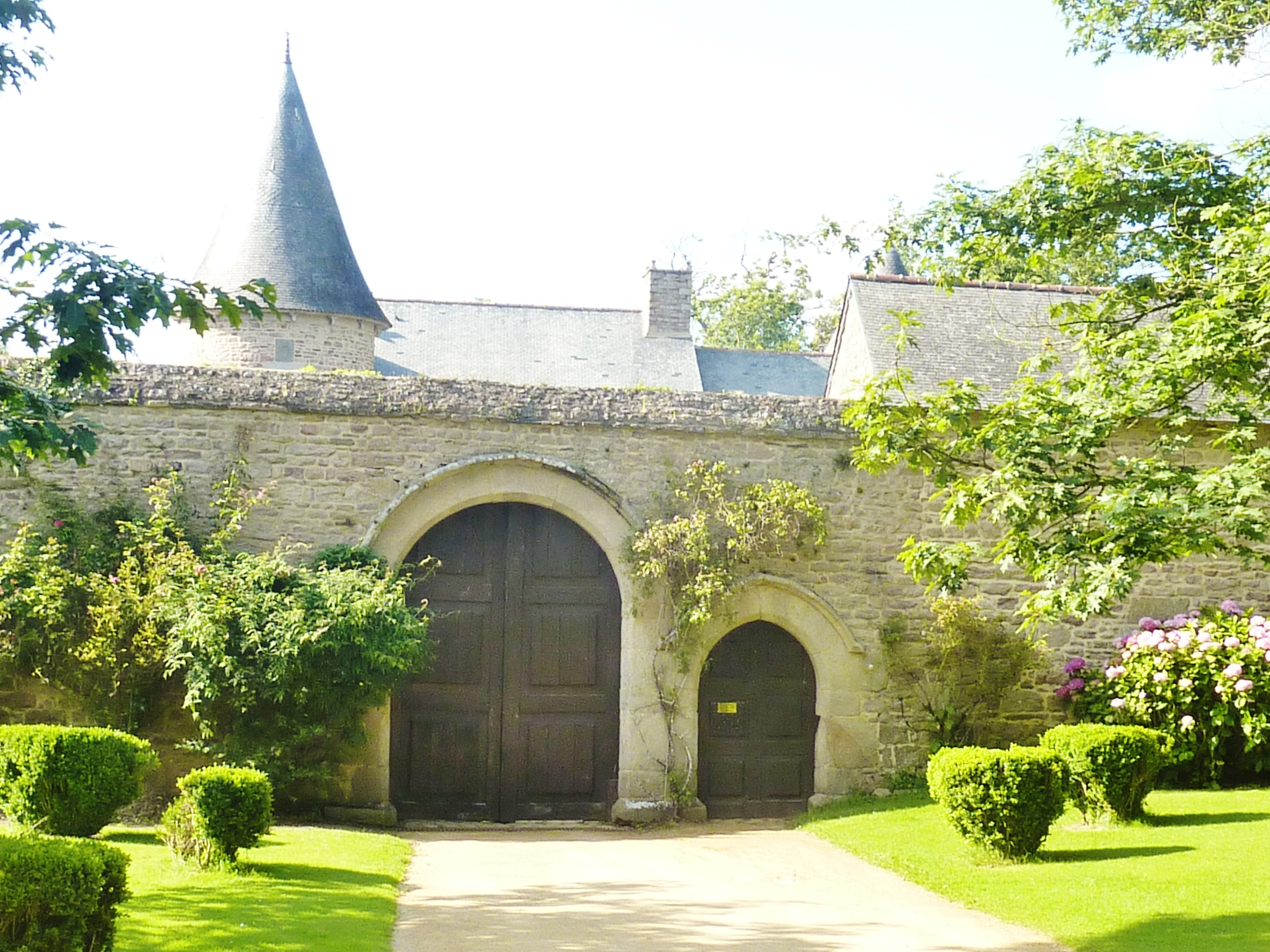
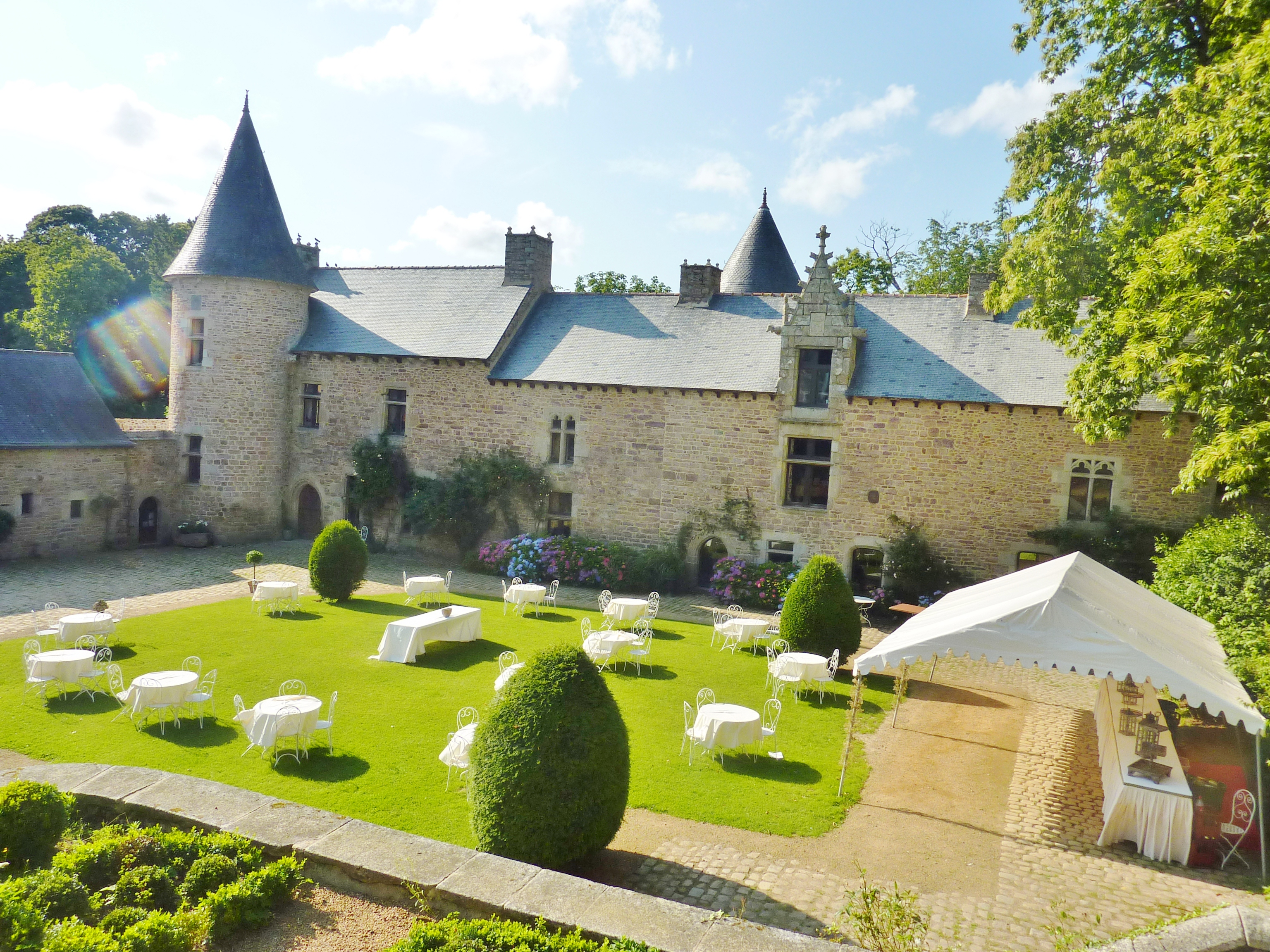
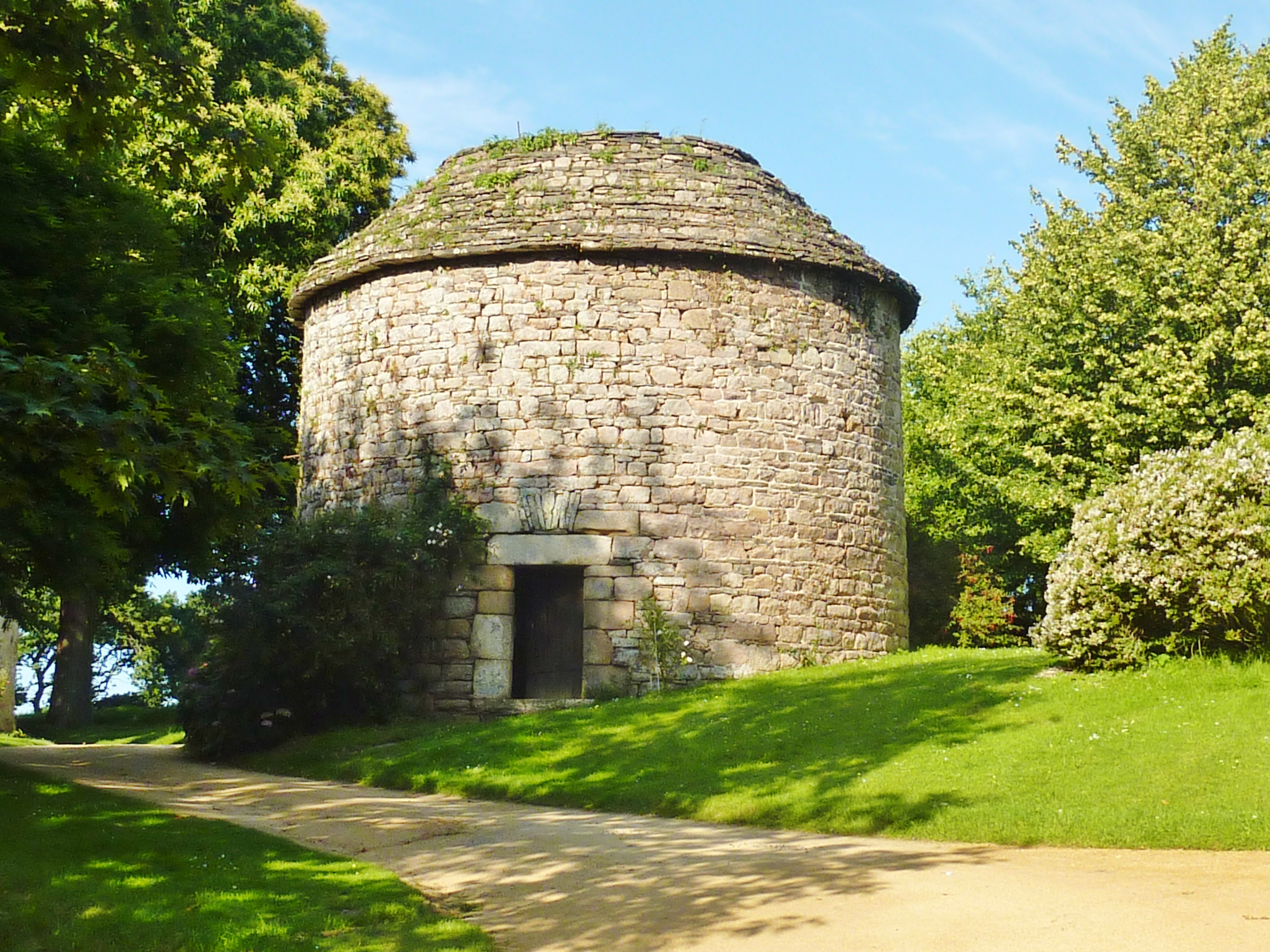